# Aranya vascular
Una aranya vascular (entre altres noms que rep) és un tipus de telangièctasi (vasos sanguinis inflats i semblants a una aranya a la pell) que es troba superficialment sota la pell, i que consta d'una taca vermella central i de la que surten branques vermelloses cap a fora, com una teranyina o les potes d'una aranya. Les aranyes vasculars són comuns i es presenten al voltant del 10-15% dels adults sans i dels nens petits. Tanmateix, tenir més de tres aranyes vasculars és probable que sigui anormal i pot ser un signe d'hepatopatia i/o hepatitis C; també suggereix la probabilitat de varius esofàgiques.